# Isophya triangularis
Isophya triangularis är en insektsart som beskrevs av Brunner von Wattenwyl 1891. Isophya triangularis ingår i släktet Isophya och familjen vårtbitare. Inga underarter finns listade i Catalogue of Life.